# Sidi H'Mad Ou M'Barek
Sidi H Mad  Ou M Bar (franska: Sidi H Mad  Ou M Bar (CR), Sidi H Mad  Ou M Bar (Commune Rurale), arabiska: سيدي غانم) är en kommun i Marocko.   Den ligger i provinsen Essaouira och regionen Marrakech-Safi, i den centrala delen av landet, 400 km sydväst om huvudstaden Rabat. Antalet invånare är 6 178.